# Running up that hill
Running Up that Hill is een nummer van de Britse zangeres Kate Bush. Het nummer was de eerste single van haar album Hounds of Love uit 1985. Op 5 augustus van dat jaar werd het nummer eerst in Europa op single uitgebracht. Op 1 september volgden de VS en Canada, op 21 september Japan en op 29 september Australië en Nieuw-Zeeland.

## Achtergrond
De plaat werd een wereldwijde hit. In thuisland het Verenigd Koninkrijk en de rest van Europa werd de plaat op 5 augustus 1985 uitgebracht en kwam binnen op een 9e positie in de UK Singles Chart en piekte tot positie 3. 
In Nederland was de plaat op donderdag 15 augustus 1985 TROS Paradeplaat op de befaamde donderdag op Hilversum 3 en werd mede hierdoor een top 10-hit in de destijds drie hitlijsten op de nationale publieke popzender. De plaat bereikte in zowel de Nederlandse Top 40 als de Nationale Hitparade de 6e positie. De plaat piekte op een  5e positie in de TROS Top 50. In de Europese hitlijst op Hilversum 3, de TROS Europarade, werd de 8e positie bereikt.
In België behaalde de plaat de 6e positie in zowel de voorloper van de Vlaamse Ultratop 50 als de Vlaamse Radio 2 Top 30. In Wallonië werd de 23e positie behaald.
De plaat had als B-kant Under the Ivy.
Tijdens de sluitingsceremonie van de Olympische Zomerspelen 2012 werd het nummer ook opgevoerd en opnieuw uitgebracht als Running up that Hill (a deal with God) the Remix. Deze versie behaalde in thuisland het Verenigd Koninkrijk de 6e positie in de UK Singles Chart.
In 2022 werd de plaat gebruikt in seizoen 4 van de serie Stranger Things. De plaat kwam met die vernieuwde aandacht in de hitlijst van iTunes opnieuw binnen op nummer één en haalde eveneens de lijsten van Spotify, het Verenigd Koninkrijk, de Verenigde Staten en Canada.
Sinds de editie van december 2000, staat de plaat onafgebroken genoteerd in de jaarlijkse NPO Radio 2 Top 2000 van de Nederlandse publieke radiozender NPO Radio 2. Mede door de populariteit van de sciencefiction-horror Netflix serie Stranger Things, steeg de plaat naar een 53e positie in 2022.

## Trivia
De oorspronkelijke titel van het nummer zou A Deal with God gaan heten, maar de platenbazen bij EMI Music waren bevreesd voor negatieve reacties van publiek en critici om het gebruik van het woord God in de titel. Bush sloot een compromis en veranderde titel alsnog, uiteindelijk kwam de titel wel op het album als Running up that hill (a deal with God).

### NPO Radio 2 Top 2000
| Nummer met noteringen in de NPO Radio 2 Top 2000 | '00 | '01 | '02 | '03 | '04 | '05 | '06 | '07 | '08 | '09 | '10 | '11 | '12 | '13 | '14 | '15 | '16 | '17 | '18 | '19 | '20 | '21 | '22 | '23 | '24 |
| ------------------------------------------------ | --- | --- | --- | --- | --- | --- | --- | --- | --- | --- | --- | --- | --- | --- | --- | --- | --- | --- | --- | --- | --- | --- | --- | --- | --- |
| Running Up That Hill                             | 639 | 973 | 862 | 742 | 790 | 803 | 939 | 774 | 794 | 722 | 770 | 756 | 675 | 652 | 596 | 648 | 591 | 622 | 561 | 597 | 595 | 576 | 53  | 113 | 149 |

1. ↑  Een vetgedrukt getal geeft de hoogste notering aan.
2. ↑  2000 was het eerste jaar met een notering voor dit nummer.

## Cover-versies
Op 16 februari 2004 bracht de Nederlandse gothic-metalgroep Within Temptation een coverversie uit van Running up that hill. De single behaalde de 13e positie in de Nederlandse Top 40 op Radio 538 en de 7e positie in de publieke hitlijst, de Mega Top 50 op 3FM. 
In België behaalde de single de 48e positie in de Vlaamse Ultratop 50. In de Vlaamse Radio 2 Top 30 en in Wallonië werd géén notering behaald. Het nummer is niet terug te vinden op een van de albums van de band.
Ook de Britse band Placebo maakte een coverversie van Running up that hill, eveneens in 2003. 
First Aid Kit coverde de plaat in 2018. In datzelfde jaar maakt DJ Dag een dancecover die gezongen wordt door Linda Rocco.